# 野口逢里
野口 逢里 （のぐち あいり、1987年3月23日 - ）は、日本の女優、タレント、イラストレーター。古舘プロジェクトに所属していた。
埼玉県出身。埼玉西武ライオンズの大ファン。

## 人物
高校卒業後、大学と並行して、ワタナベエンターテイメントカレッジにも通い、女優をめざす。 ワタナベカレッジのオーディションでは30 社近い指名を受けた。
大学を卒業後、テレビ朝日「夜光の階段」をはじめ女優としてテレビドラマ、舞台で活動しているが、後述する埼玉西武ライオンズのファンであることから、ライオンズ及び、プロ野球関連の仕事が多かった。
前述通り、埼玉西武ライオンズのファンであり、選手の似顔絵をよく描いていた事がきっかけで、2011年に「NACK5 SUNDAY LIONS」にゲストとして出演し、2012年4月からは文化放送の「岩本勉のまいどスポーツ」にレギュラーアシスタントとして出演。さらに「NACK5 SUNDAY LIONS」でも、「野口逢里の逢♡ライオンズ」というコーナーで出演していた。
現在は、会社員として活動。芸能界では、タレントと兼務しながら活動している。

## 出演

### ラジオ
- NACK5 SATURDAY&SUNDAY LIONS（NACK5、2015年 - 2016年） - 実況・リポーター
- 岩本勉のまいどスポーツ（文化放送、2012年4月 - 2016年3月） - レギュラーアシスタント

### ドラマ
- 山田太郎ものがたり（TBS、2007年） - 笹内絵美 役（レギュラー）
- 木曜ドラマ「松本清張生誕100年スペシャル・夜光の階段」（テレビ朝日、2009年）-　早瀬理恵 役（レギュラー）
- 筆談ホステス〜母と娘、愛と感動の25年。届け!わたしの心〜（毎日放送、2010年1月10日） - 美菜 役
- 土曜ワイド劇場「鉄道捜査官11」（テレビ朝日、2010年4月10日）

### 映画
- 茜さす部屋（2007年）- 由実 役
- 僕らの方程式（2008年）
- 罪と罰（2011年）- 光代 役
- あしたのジョー（2011年、東宝）- 紀子 役

### テレビ
- もうすぐお昼ですよ（チバテレビ、2009年12月7日 - 2011年3月29日） - レギュラー

### CM
- グリコ乳業「とろーりクリームONプリン/カフェゼリー」（2008年4月 - 2009年3月）